# In dubio pro reo
In dubio pro reo (v pochybnostech ve prospěch obviněného) je právní zásada, která stanovuje povinnost soudu rozhodovat ve prospěch obžalovaného, pokud o jeho vině existují pochybnosti, které nelze odstranit. Formulace v této podobě je známa až z období středověku, zásada však vychází z myšlenek římského práva, kde se objevuje v jinak formulovaných větách především u Ulpiana. Spojena je především s trestním právem, ve starověkém Římě bývala tato zásada aplikována i v právu soukromém.
V českém či spíše kontinentálním právu tato zásada vyplývá z presumpce neviny. Jejím nejvýznamnějším důsledkem je v dokazování v trestním řízení neexistence důkazního břemene. Vyšetřující orgány musí prokázat veškeré skutečnosti tak, aby o vině neexistovaly důvodné pochybnosti.
Tuto zásadu je možné aplikovat pouze v případě nejasností v otázkách skutkových, nikoli právních. Při interpretaci práva ovšem ve veřejném právu platí zásada in dubio pro libertate (v pochybnostech ve prospěch svobody), podle které mají soudy v případě pochybnosti o výkladu práva interpretovat právo ve prospěch svobody jednotlivce (a tedy v neprospěch veřejné moci).